# 556 (numero)
Cinquecentocinquantasei (556) è il numero naturale dopo il 555 e prima del 557.

## Proprietà matematiche
- È un numero pari.
- È un numero composto con 6 divisori: 1, 2, 4, 139, 278, 556. Poiché la somma dei suoi divisori (escluso il numero stesso) è 424 < 556 è un numero difettivo.
- È un numero intoccabile.
- È un numero felice.
- È un numero palindromo e un numero a cifra ripetuta nel sistema di numerazione posizionale a base 30 (II).
- È parte delle terne pitagoriche (417, 556, 695), (556, 19317, 19325), (556, 38640, 38644), (556, 77283, 77285).

## Astronomia
- 556 Phyllis è un asteroide della fascia principale del sistema solare.
- NGC 556 è una galassia lenticolare della costellazione della Balena.

## Astronautica
- Cosmos 556 è un satellite artificiale russo.